# Abdelfettáh Rhjátí
Abdelfettáh Rhjátí (arabul: عبد الفتاح رحياتي); 1963. február 25. –) marokkói válogatott labdarúgó.

## Pályafutása

### Klubcsapatban
Fezben született. 1982 és 1988 között szülővárosa csapatában a Magreb Fezben futballozott, melynek tagjaként 1983-ban és 1985-ben megnyerte a marokkói bajnokságot. 1988-tól 1990-ig Svájcban játszott, először az FC Aarau, majd azt követően a Neuchatel Xamax együttesében. 1990 és 1991 között ismét a Magreb Fez játékosa volt. 

### A válogatottban
1985 és 1989 között szerepelt a marokkói válogatottban. Részt vett az 1986-os afrikai nemzetek kupáján és az 1986-os világbajnokságon, de nem lépett pályára egyetlen mérkőzésén sem.

## Sikerei, díjai
Magreb Fez
- Marokkói bajnok (2): 1982–83, 1984–85